# AGM-136 Tacit Rainbow
Tacit Rainbow ([ˈtæsɪt ˈreɪnboʊ] чит. «Та́сит-ре́йнбоу», войсковой индекс — AGM-136) — американская барражирующая противорадиолокационная ракета, оружие второго удара. Предназначалась для подавления системы противовоздушной обороны противника. Была разработана корпорацией Northrop по заказу ВВС США. По утверждению тогдашнего исполняющего обязанности Министра военно-воздушных сил США Джеймса Макговерна ДУ ракеты обеспечивала ей почти полтора часа полёта. Проекту приписывали покровительство столь влиятельного лица как член Комитета Сената США по вооружённым силам сенатор Сэм Нанн, хотя сам он отрицал приписываемую ему прессой роль в лоббировании проекта в высших эшелонах власти. Закупки ракеты заказчиком были отменены после успешного прохождения программы испытаний, накануне запуска в серийное производство в 1991 году. Критики программы утверждали, что её стоимость превышала 600% от заявленной исходно, апологеты дальнейшей проработки и принятия ракеты на вооружение настаивали на том, что только 300% (то есть, не менее чем втрое дороже заявленного). Программа работ обошлась американской казне ориентировочно в $4 млрд.

## История
Разработка

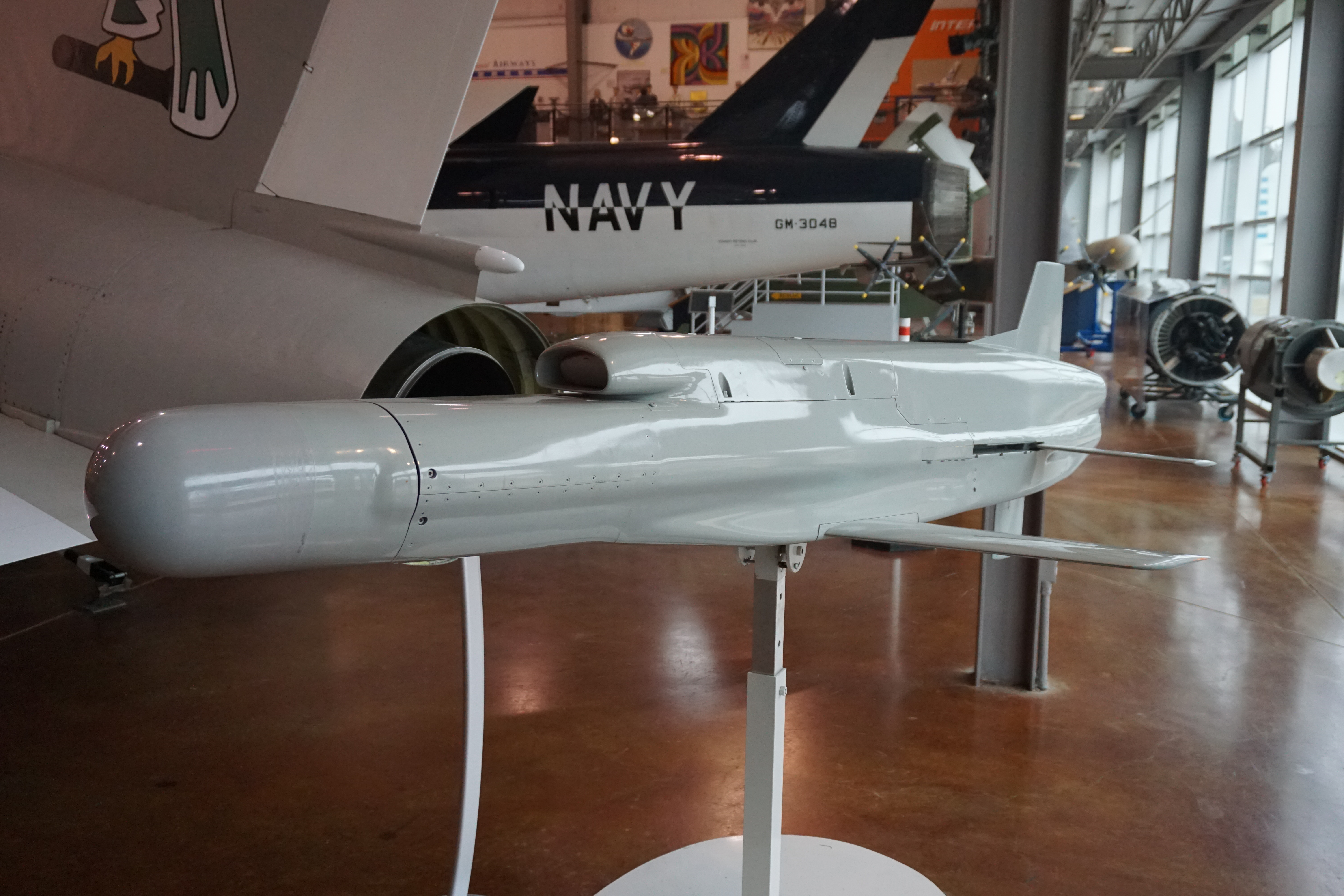
Ракета с другого ракурса в Далласском музее Frontiers of Flight

Работы по проекту Tacit Rainbow стартовали в начале 1980-х гг. с целью создания относительно дешёвой и при этом эффективной универсальной противорадиолокационной ракеты, для оснащения ею как авиационных, так и сухопутных средств-носителей. Проектируемая ракета задумывалась как барражирующей, то есть имеющей несколько режимов полёта, в том числе режим барражирования, то есть воздушного патрулирования определённого заданного сектора воздушного пространства с непрерывным отслеживанием наземной обстановки и поиском источников радиолокационного излучения (потенциальных целей для удара). В доктрине американской ядерной стратегии ракете отводилась роль оружия второго удара, то есть средства, применяемого после массированного удара межконтинентальных баллистических ракет (оружие первого удара) и перед авиационными ударами пилотируемой стратегической авиации (третий удар). Согласно стратегическому замыслу, ракеты Tacit Rainbow запускались в больших количествах перед пуском МБР (ввиду разницы подлётного времени, обусловленной различной скоростью полёта), на удалении около 450 км в авангарде бомбардировочных авиационных соединений. Зайдя в зону оперативного предназначения, ракета начинала барражировать отслеживая одновременно с этим радиолокационную обстановку, как только в ней возникали новые источники излучения, бортовая аппаратура ракеты анализировала их частоту и интенсивность, сопоставляя с имеющимися параметрами советских РЛС. В том случае если параметры сходились, ракета атаковала обнаруженную цель. В перспективе планировалось создать модификацию ракеты для запуска с наземных носителей типа MLRS. Сухопутная модификация получила индекс BGM-136B.
Испытания
Второй испытательный пуск ракеты 17 мая 1989 года продемонстрировал высокую эффективность бортовой электроники ракеты в определении наземных источников радио-излучения и выполнении требований полётного задания в части следования запрограммированному курсу, несколько раз облетая контрольные точки маршрута следования.

## Варианты и модификации

### КРНБ
В варианте для Сухопутных войск США свои проекты на рассмотрение Управления ракетных войск США предложили три команды компаний военной промышленности: 1) Northrop и LTV Aerospace and Defense, 2) Boeing и Texas Instruments, 3) Raytheon, McDonnell Douglas и E-Systems. Победу в конечном зачёте одержала последняя команда, в которой роль системного интегратора была отведена Raytheon, которая одновременно выступала альтернативным источником поставок авиационного варианта ракеты.

## Тактико-технические характеристики
Источники информации :
Общие сведения
- Самолёт-носитель — B-52, F-111, A-6
- Категории поражаемых целей — наземные объекты системы радиотехнических войск ПВО

Зона обстрела
- Дальность полёта — 90 км

Аэродинамические характеристики

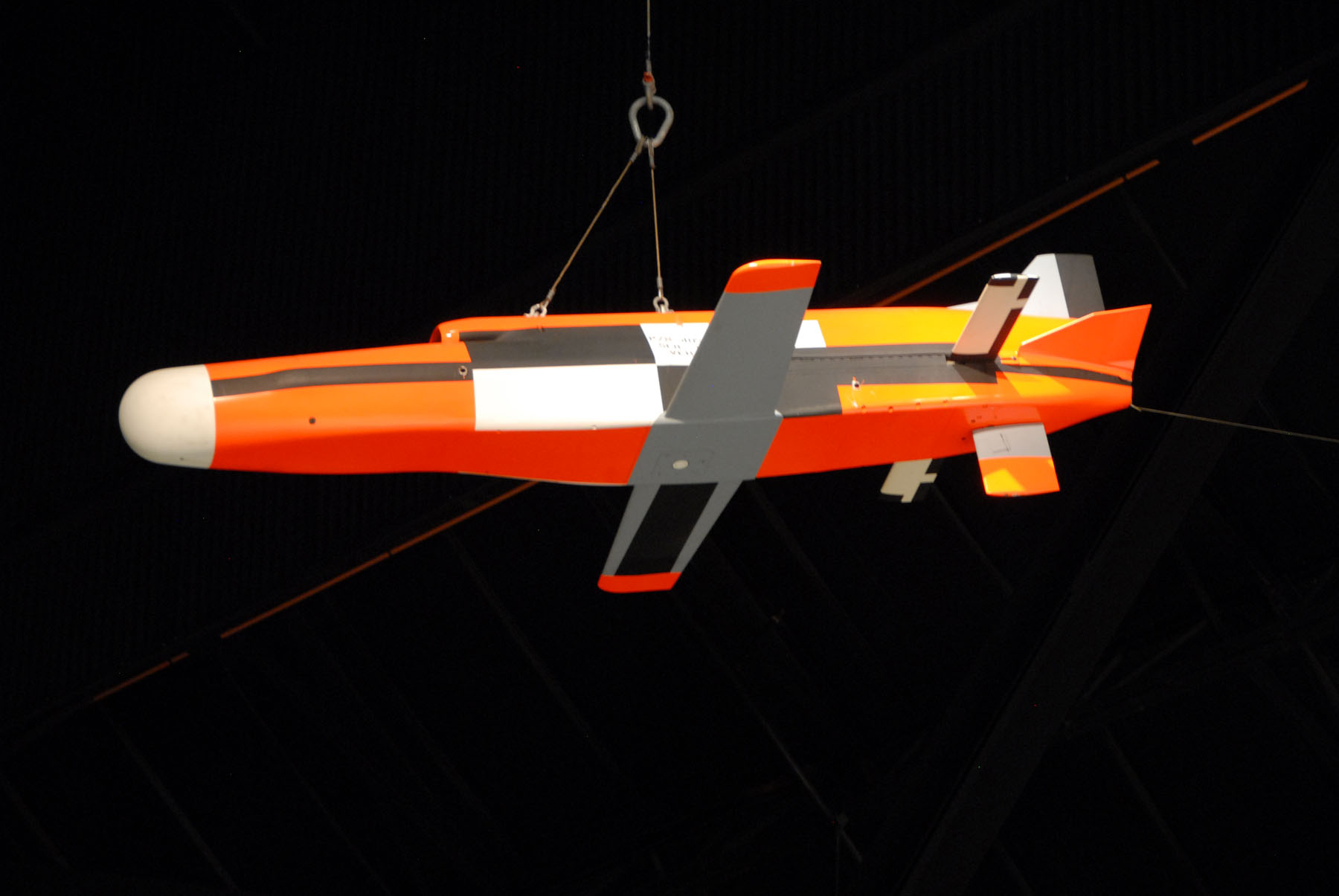
Ракета в экспозиции Национального военно-воздушного музея в Дейтоне, вид снизу

- Аэродинамическая компоновочная схема — нормальная, самолётного типа (самолёт-снаряд)
- Скоростной режим — дозвуковая
- Среднее время в полёте — 80 мин

Массо-габаритные характеристики
- Длина — 2540 мм
- Диаметр корпуса — 690 мм
- Размах оперения — 1570 мм
- Масса — 195 кг

Боевая часть
- Тип БЧ — осколочно-фугасная с готовыми поражающими элементами, WDU-30/B
- Масса БЧ — 17,2 кг
- Тип ВВ — High-Explosive
- Тип предохранительно-исполнительного механизма — дистанционного действия, радиолокационный, срабатывание на объём

Двигательная установка
- Тип ДУ — ТРД, Williams F121 / Williams WR36-1
- Тяга маршевого двигателя — 310 Н (31 кгс)
- Время работы маршевого двигателя — не менее 80 мин